# Beczka
Beczka war ein polnisches Volumenmaß und gilt als Fass. Das Maß war nicht einheitlich.
- Freistaat Krakau 1 Beczka = 34 Garniec/Kannen = 144 Kwarty = 6883,5 Pariser Kubikzoll = 136,5 Liter
  - 2 Beczka = 1 Stangiew
- Königreich Polen um 1819: 1 Beczka = 25 Garniec = 100 Kwarty = 5041,25 Pariser Kubikzoll = 100 Liter
  - vor dem Jahr 1819: 1 Beczka = 2 Pol-beczky = 41 2/5 Konwy = 72 Garcy (1 G. = 190 Pariser Kubikzoll) = 288 Kwartu = 1152 Kwarterek = 13680 Pariser Kubikzoll = 271,36 Liter[1]

Im ehemaligen Großherzogtum Litauen waren die Maße:
- Salzmaß: 1 Beczka = 54 Garniec = 7682,5122 Pariser Kubikzoll = 152,4528 Liter[2]
- 1 Beczka = 4 Cwierce/Viertel = 8 Osmi/Achtel = 16 Szestnastki = 72 Garcy (groß) = 144 Garcy (klein) = 20494,7 Pariser Kubikzoll = 406,5408 Liter[2]
- Flüssigkeitsmaß: 1 Beczka = 10 Garniec (groß) = 20 Garniec (klein) (wenig im Gebrauch)[2]
  - 1 Garniec (klein) = 142,3243 Pariser Kubikzoll = 2,8232 Liter (Schenkgarniec)[2]